# فرودگاه بوول
فرودگاه بوول (به انگلیسی: Buol Airport) یک فرودگاه همگانی با کد یاتا UDL است که یک باند فرود آسفالت دارد و طول باند آن ۷۵۰ متر است. این فرودگاه در کشور اندونزی قرار دارد و در ارتفاع ۷۴٫۶۳ متری از سطح دریا واقع شده‌است.

## شرکت‌های هواپیمایی و مقصدهای پروازی
| شرکت‌های هواپیمایی | مقصدهای پروازی     |
| ----------------- | ------------------ |
| اویاستار          | جلال‌الدین، موتیارا |
| اکسپرس‌ایر         | موتیارا            |